# Reformierte Kirche Wetter

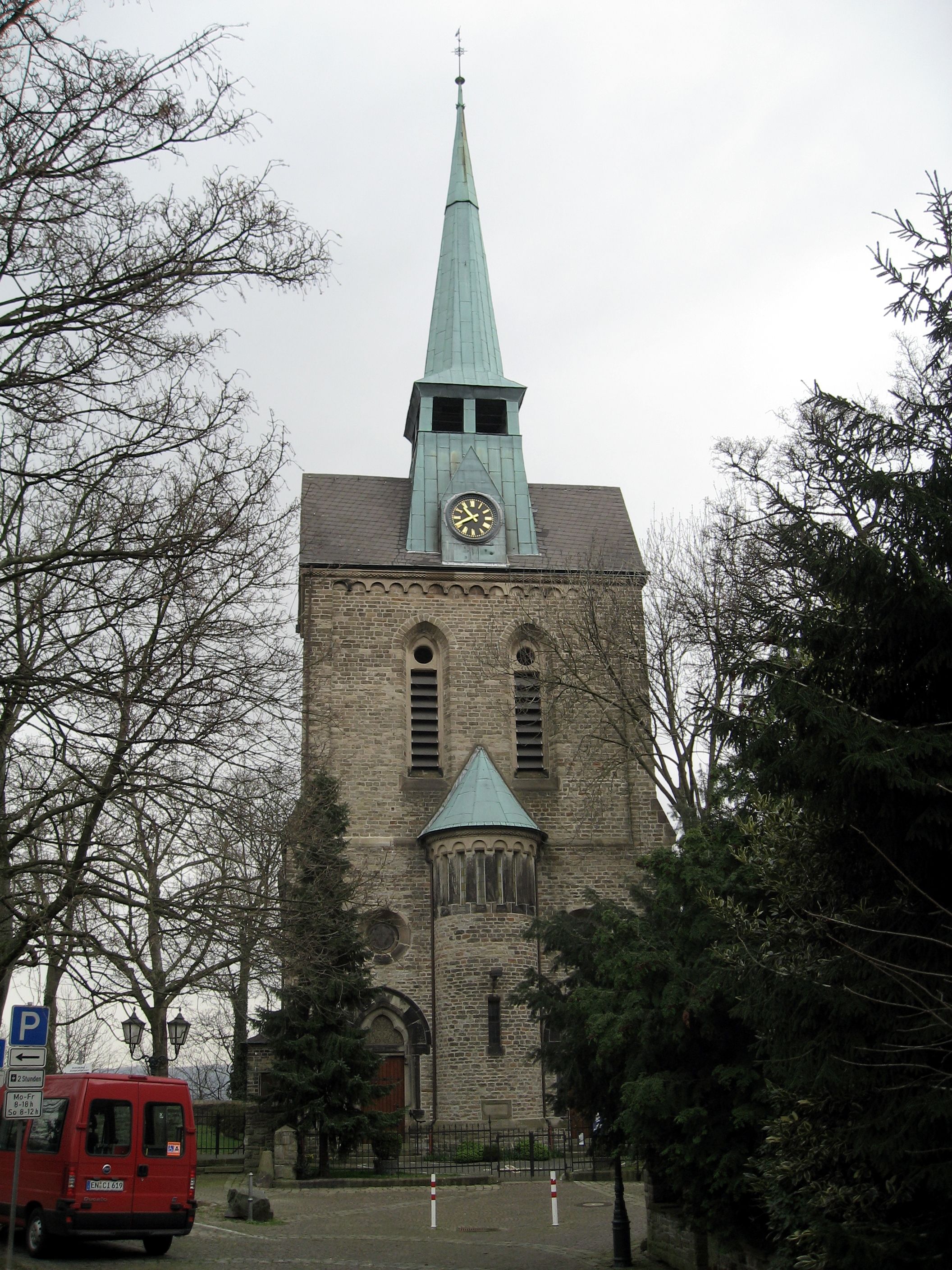
Reformierte Kirche Wetter

Die denkmalgeschützte Reformierte Kirche Wetter steht in Wetter, einer mittleren kreisangehörigen Stadt im Ennepe-Ruhr-Kreis von Nordrhein-Westfalen. Die Evangelisch-reformierte Kirchengemeinde Wetter-Freiheit gehört zum Kirchenkreis Hagen der Evangelischen Kirche von Westfalen.

## Beschreibung
Die Saalkirche wurde 1894 nach einem Entwurf von Johannes Otzen erbaut. Sie besteht aus einem Langhaus mit drei Jochen, einem eingezogenen Chor mit Fünfachtelschluss im Osten und einem querrechteckigen Kirchturm im Westen, aus dessen Satteldach sich ein Dachreiter erhebt, der die Turmuhr beherbergt. Vor dem Kirchturm steht ein halbrunder Treppenturm. 
Der Innenraum, dessen Emporen verändert wurden, ist mit einem Kreuzrippengewölbe überspannt. Die Kirchenausstattung aus der Bauzeit ist erhalten.
Neben einer starr aufgehängten Uhrglocke in der Turmspitze, die halbstündlich die Uhrzeit anschlägt, hängen im Turm drei Gussstahlglocken des Bochumer Vereins von 1917, gestimmt auf e', g' und h'.